# Raffi Armenian
Pour les articles homonymes, voir Armenian (homonymie).
Raffi Armenian est un chef d'orchestre québécois d'origine arménienne, né au Caire, le 4 juin 1942. Il a été naturalisé canadien en 1971. De 2008 à 2011, il est le directeur du Conservatoire de musique de Montréal.

## Biographie
Raffi Armenian étudie au Caire avec Ettore Puglisi (piano) et Minatto Pompeo (écriture) et joue à 15 ans le Concerto en la K. 488 de Mozart avec l'Orchestre symphonique du Caire sous la direction de Franz Litschauer. En 1959, il se rend à Vienne suivre les cours de piano de Bruno Seidlhofer. Après son diplôme, il interrompt sa formation musicale pour obtenir ses diplômes en métallurgie à l'Université de Londres (1962-1965). Il reprend ses études musicales à l'Académie de Vienne (1965-1969).
Il visite le Canada en 1962 et, lorsque l'occasion se présente après son diplôme dans la classe de Swarowsky, il s'établit à Halifax à titre de chef d'orchestre adjoint de l'Orchestre symphonique de l'Atlantique (1969-1971). Il devient chef d'orchestre de l'Orchestre symphonique de Kitchener-Waterloo en 1971, poste qu'il occupe jusqu'en 1993. L'accession de cet orchestre au rang des plus importants du Canada, vers le milieu des années 1970, est attribuée à son choix judicieux de musiciens, à sa programmation originale et à sa réputation croissante de chef d'orchestre et de pianiste. Il sera directeur musical du Festival de Stratford (1973-1976). 
À l'Opéra de Montréal, il devient directeur musical de l'Atelier lyrique de cette compagnie en 1985 où il dirige Lucie de Lamermoor, La Bohème, La Flûte enchantée, Così fan tutte et L'Enfant et les Sortilèges de Ravel et La Traviata. Après son départ en 1993 de l'Orchestre symphonique de Kitchener-Waterloo, il se concentre sur l'enseignement et la direction orchestre en tant qu'invité. 
Raffi Armenian enseigne aussi la direction orchestrale, de 1981 à 1996 et de nouveau à partir de 1999, au Conservatoire de musique de Montréal ainsi qu'au Hochschule für Musik d'Autriche de 1997 à 1998. 
Il est le directeur du Conservatoire de musique de Montréal depuis 2008. Il est marié à la chef d'orchestre Agnès Grossmann.

## Honneurs
- 1980 - Prix Lynch-Staunton
- 1986 - Membre de l'Ordre du Canada